# Pina (rzeka)
Pina (biał. Піна) – rzeka na Białorusi, lewy dopływ Prypeci, długość 40 km, obszar dorzecza 2460 km², średni przepływ roczny wynosi 8,6 m³/s.
Jest częścią Kanału Królewskiego, który w Pińsku łączy się przez Pinę z Prypecią. W czasach II Rzeczypospolitej u ujścia Piny stacjonowała polska Flotylla Rzeczna Marynarki Wojennej.